# Georg IV av Storbritannien
Georg IV av Storbritannien (engelska: George IV), George Augustus Frederick, på svenska Georg August Fredrik , född 12 augusti 1762 på St James's Palace, London, död 26 juni 1830 på Windsor Castle, Berkshire, var prinsregent 1811–1820 och kung av Förenade kungariket Storbritannien och Irland och Kungariket Hannover 1820–1830.
Han var Georg III:s och drottning Charlottes äldste son och styrde som prinsregent under faderns sjukdom.
Georgs nioårsperiod som prinsregent, från 1811 till 1820, präglades av segern i Napoleonkrigen i Europa. Som kung var Georg envis och blandade sig ofta i politiken, särskilt i frågan om katolikernas emancipation, men inte lika mycket som fadern. Under större delen av Georgs tid som prinsregent och kung var Lord Liverpool premiärminister. 
Georg ihågkoms i synnerhet för sin extravaganta livsstil. I Brighton byggde han det överdådiga Royal Pavilion och i London residerade han länge på Carlton House, som han ständigt byggde ut och förskönade.
Han gifte sig med en änka, skådespelerskan Maria Anne Fitzherbert, i december 1785, något som dock inte godkändes enligt lag då hon var katolik. Han gifte sig därefter 1795 med sin kusin Caroline av Braunschweig (engelska: Caroline of Brunswick), (1768–1821).
Paret kände ömsesidig fysisk avsmak för varandra och levde separerade, med några dagars undantag. De fick dock dottern Charlotte Augusta 1796.
Dottern dog dess värre i barnsäng 1817 efter sitt giftermål med prins Leopold av Sachsen-Coburg-Saalfeld, och Georg IV stod utan arvinge.
Drottning Caroline utestängdes från kröningen 1821 i Westminster Abbey, något som sågs som en nationell skandal, och hon dog några veckor därefter.
Georg IV dog, efter flera år av dålig hälsa, 1830 och efterträddes av sin yngre bror William IV av Storbritannien.

## Tidigt liv
Georg föddes på St James's Palace i London den 12 augusti 1762 och blev då omedelbart hertig av Cornwall och hertig av Rothesay. Några dagar senare blev han även prins av Wales och earl av Chester. 18 september samma år döptes han av  Thomas Secker, ärkebiskop av Canterbury. Hans gudföräldrar var hertigen av Mecklenburg-Strelitz (hans morbror), hertigen av Cumberland (hans gammelfarbror) och Änkeprinsessan av Wales (hans farmor).  Han undervisades under överinseendet av guvernanten Charlotte Finch. Georg lärde sig snabbt att tala franska, tyska och italienska utöver modersmålet engelska.
År 1783 fyllde prinsen av Wales 21 och fick 60 000 pund från parlamentet samt en årlig inkomst på 50 000 pund från sin far. Han bosatte sig på Carlton House där han levde ett överdådigt liv.  Han blev osams med fadern som ansåg att tronarvingen borde leva på ett mer måttfullt vis. Kungen var konservativ, medan prinsen stödde mer radikala politiker som Charles James Fox.
Kort efter att han fyllt 21 blev prinsen av Wales förälskad i den katolska änkan Maria Anne Fitzherbert, vars första make Edward Weld avlidit 1775, och vars andre, Thomas Fitzherbert, år 1781. Enligt Act of Settlement 1701 kunde den som gifte sig med en katolik inte ärva tronen och enligt Royal Marriages Act 1772 kunde prinsen av Wales inte gifta sig utan kungens godkännande. Trots detta gifte de sig den 15 december 1785 i hennes hus i Mayfair. Juridiskt var det ogiltigt eftersom kungen aldrig tillfrågats. Mrs. Fitzherbert ansåg dock att hon var prinsen av Wales kanoniska och sanna hustru, och höll kyrkans lag över statens. Av politiska skäl förblev detta en hemlighet och Mrs. Fitzherbert lovade att aldrig avslöja något. 

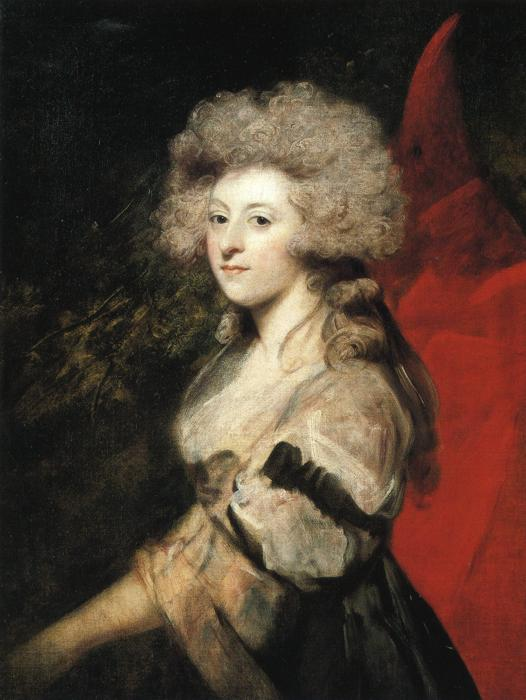
Maria Anne Fitzherbert gifte sig med prinsen av Wales, men det äktenskapet förklarades ogiltigt.

Prinsen av Wales försatte sig i skuld på grund av sin extravaganta livsstil. Eftersom fadern vägrade att hjälpa honom var han tvungen att flytta från Carlton House och hem till Mrs Fitzherbert. Hans vänner i Underhuset föreslog att parlamentet skulle hjälpa honom med skulderna. Prinsens relation med Mrs Fitzherbert misstänktes, men om det olagliga äktenskapet hade avslöjats hade det lett till en skandal och förhindrat parlamentet från att hjälpa honom. Whigledaren Charles James Fox förklarade, å prinsens vägnar, att äktenskapsryktena bara var förtal. Mrs. Fitzherbert blev ledsen över detta offentliga förnekande i så hårda ordalag och funderade på att avsluta relationen med prinsen. Han blidkade henne genom att låta en annan whig, Richard Brinsley Sheridan, uttrycka det på ett försiktigare vis. Under tiden beslutade parlamentet att prinsen skulle få 161 000 pund för att betala sina skulder och 60 000 pund för att rusta upp Carlton House.

## Regeringskrisen 1788

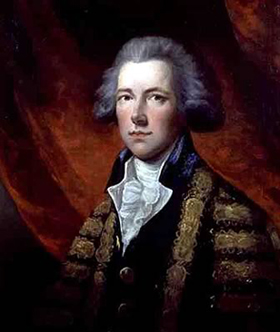
Premiärministern William Pitt d.y. ville begränsa prinsens makt.

Numera anses det att kung Georg III led av den ärftliga sjukdomen porfyri. Under sommaren 1788 försämrades hans psykiska hälsa, men han klarade trots det att sköta några av sina plikter och förklara parlamentet  prorogerat mellan 25 september och 20 november. Under den här perioden blev Georg sjukare och ansågs vara en fara för sitt eget liv. Då parlamentet samlades i november klarade inte kungen att hålla sitt sedvanliga trontal under parlamentets öppnande. Parlamentet befann sig i en ohållbar situation; enligt etablerad lag kunde de inte utföra något arbete innan kungen hållit sitt tal vid öppnandet.
Trots att det teoretiskt sett hindrades från att göra det började parlamentet diskutera en förmyndarregering. I underhuset uttryckte Charles James Fox åsikten att prinsen av Wales automatiskt hade rätt att styra under den tid som kungen inte klarade av det. Premiärministern  William Pitt den yngre hade motsatt åsikt och menade att så länge det inte fanns en lag där man slog fast motsatsen så hade parlamentet rätten att ensamt utse en tillförordnad regent. Han menade till och med att utan parlamentets tillåtelse hade inte prinsen av Wales mer rätt att styra än någon annan av landets medborgare. " Även om man var oeniga om de underliggande principerna så instämde Pitt med Fox att prinsen av Wales vore det lämpligaste valet. 
Prinsen av Wales blev förolämpad av Pitts djärvhet men stödde inte Fox filosofi fullt ut. Prinsens bror, Fredrik, hertig av York och Albany, menade att prinsen inte skulle försöka utöva makt utan att först få parlamentets stöd. Pitt utformade en plan som begränsade prinsen makt; han skulle inte få sälja kungens egendomar eller utse pärer bland andra än kungens barn. Prinsen av Wales kritiserade planen och menade att det skulle leda till svaghet, oreda och osäkerhet inom administrationen.  För nationens skull beslutade man sig för en kompromiss. 

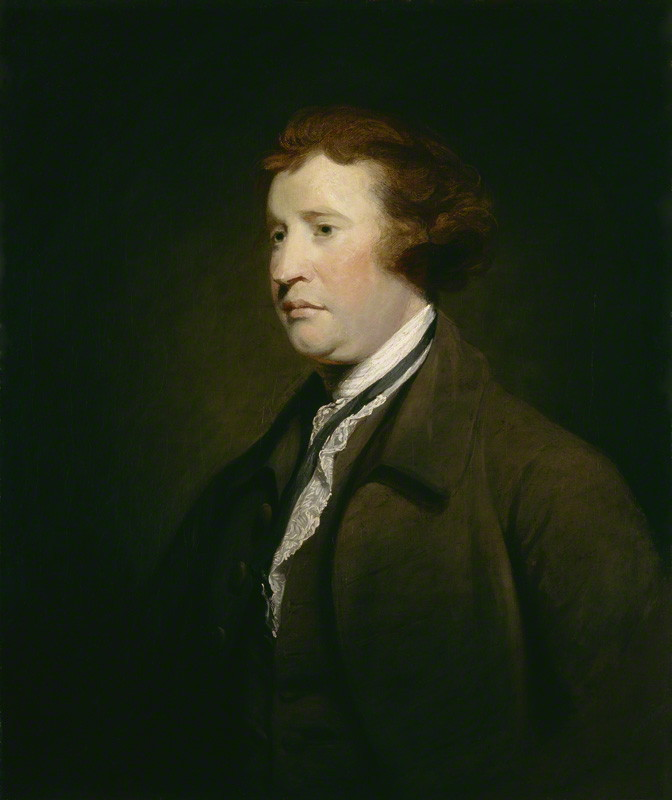
Edmund Burke var mycket kritisk till att sigillet skulle användas utan kungens medgivande.

På grund av att inget trontal hade hållits kunde parlamentet inte fortsätta med några debatter eller omröstningar och kunde därmed inte ta fram någon lag angående förmyndarregeringen. Talet hölls vanligtvis av kungen, men kunde även hållas av s.k. lordkommissionärer, och det krävdes att det dokument som gav dem makten att göra det hade Rikets stora sigill. Sigillet kunde inte sättas på dokumentet utan kungens tillåtelse. Pitt och hans ministrar ignorerade detta och beordrade lordkanslern att fästa sigillet utan denna eftersom det var den handlingen i sig som styrkte lagen.   Detta fördömdes av Edmund Burke som en "gräll osanning"  en "påtaglig absurditet", och även som en "förfalskning och bedrägeri.
Prinsens av Wales bror, hertigen av York, beskrev planen som "okonstitutionell och olaglig". Trots detta menade andra i parlamentet att det var nödvändigt att denna genomfördes för att de skulle kunna fortsätta att ha en effektiv regering. Den 3 februari 1789, mer än tre månader efter att parlamentet hade samlats, öppnades det formellt av en "olaglig" grupp av lordkommissionärer. Lagen om förmyndarskap presenterades men innan den kunde godkännas så tillfrisknade kungen. Kungen giltigförklarade retroaktivt lordkommissionärernas rätt att agera.

## Äktenskap

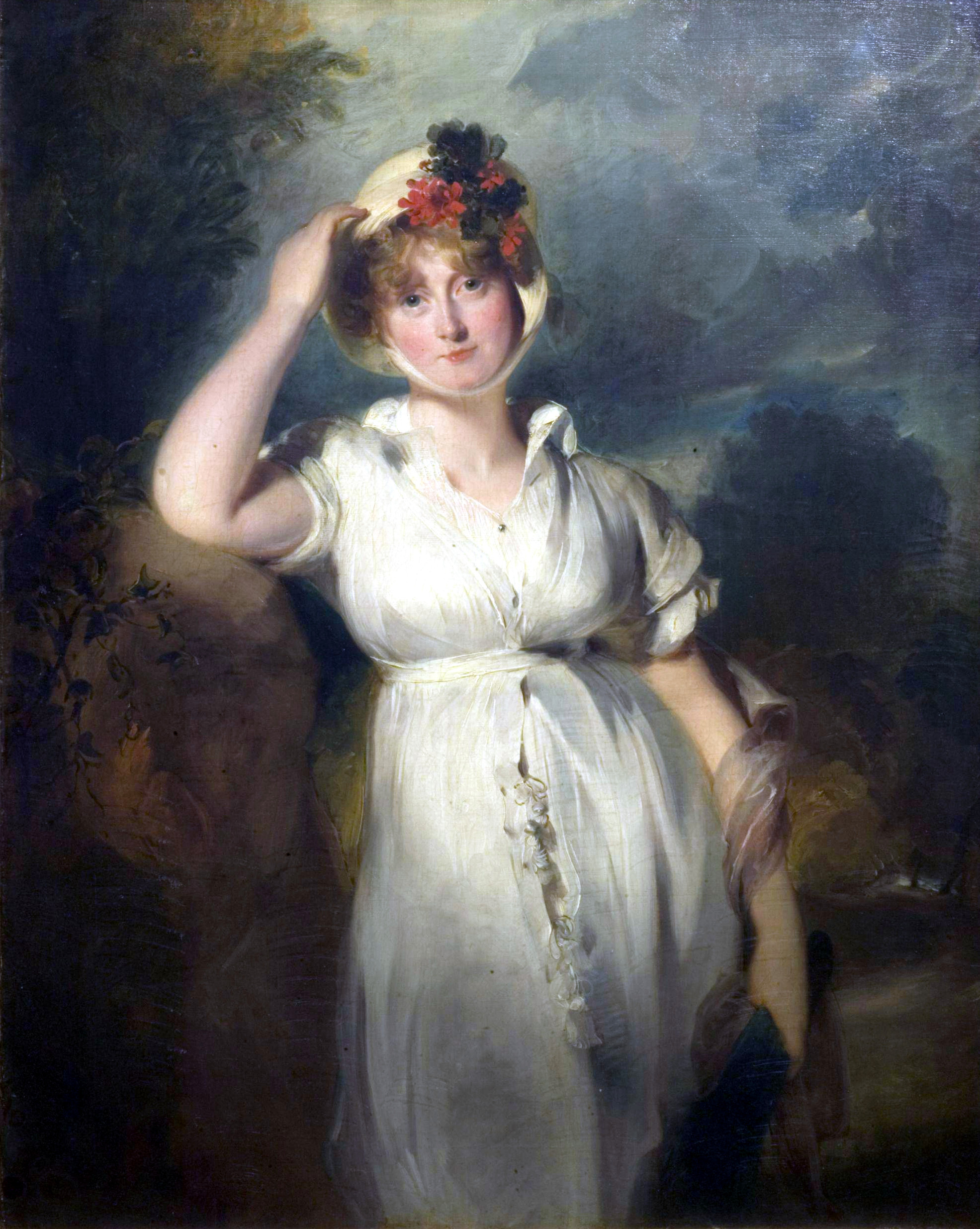
Prinsen av Wales gifte sig år 1795 med sin kusin Caroline av Braunschweig.

Prinsens av Wales skulder fortsatte att öka och hans far vägrade att hjälpa honom om han inte gifte sig med sin kusin Caroline av Braunschweig. De gifte sig den 8 april 1795 i Chapel Royal, St James's Palace. Äktenskapet blev dock en katastrof och de passade inte alls för varandra. De separerade formellt efter deras enda barn,  Charlotte Augustas födelse, år 1796, och förblev separerade resten av sina liv. Prinsen av Wales hade ett förhållande med Mrs Fitzherbert resten av sitt liv, trots flera avbrott.
Innan han träffade Mrs Fitzherbert kan prinsen av Wales ha fått flera illegitima barn. Bland hans älskarinnor fanns Mary Robinson, en skådespelerska som mutades med en generös pension då hon hotade med att sälja hans brev till tidningarna, Grace Elliott, en skild läkarhustru, och Frances Villiers, grevinna av Jersey. Senare i livet var Isabella Seymour-Conway, markisinna av Hertford hans älskarinna, och under hans sista tio år var det Elizabeth Conyngham, markisinna av Conyngham.
Problemen med prinsens skulder som hade stigit till 630 000 pund år 1795 löstes (åtminstone tillfälligt) av parlamentet. De ville inte ge honom hela summan, men gav honom 65 000 pund extra årligen. År 1803 fick han ytterligare 60 000 pund och prinsens skulder från 1795 löstes 1806, även om de skulder som tillkommit sedan 1795 kvarstod.
År 1804 uppstod en vårdnadstvist om prinsessan Charlotte, vilket ledde till att hon placerades i kung Georg III:s vård. Det ledde även till en utredning i parlamentet angående prinsessan Carolines beteende eftersom prinsen påstod att hon fött en illegitim son. Utredningen friade Caroline från anklagelserna men man kom fram till att hon betett sig ovanligt indiskret.

## Anfäder
|          |  |  |  |  |  |  |  |                                   |  |  |  |  |  |  |  |                                               |  |  |  |  |  |  |  | Georg II                                             |
|          |  |  |  |  |  |  |  |                                   |  |  |  |  |  |  |  |                                               |  |  |  |  |  |  |  |                                                      |
|          |  |  |  |  |  |  |  |                                   |  |  |  |  |  |  |  | Fredrik Ludvig av Wales                       |  |  |  |  |  |  |  |                                                      |
|          |  |  |  |  |  |  |  |                                   |  |  |  |  |  |  |  |                                               |  |  |  |  |  |  |  |                                                      |
|          |  |  |  |  |  |  |  |                                   |  |  |  |  |  |  |  |                                               |  |  |  |  |  |  |  | Caroline av Ansbach                                  |
|          |  |  |  |  |  |  |  |                                   |  |  |  |  |  |  |  |                                               |  |  |  |  |  |  |  |                                                      |
|          |  |  |  |  |  |  |  | Georg III                         |  |  |  |  |  |  |  |                                               |  |  |  |  |  |  |  |                                                      |
|          |  |  |  |  |  |  |  |                                   |  |  |  |  |  |  |  |                                               |  |  |  |  |  |  |  |                                                      |
|          |  |  |  |  |  |  |  |                                   |  |  |  |  |  |  |  |                                               |  |  |  |  |  |  |  | Fredrik II av Sachsen-Gotha-Altenburg                |
|          |  |  |  |  |  |  |  |                                   |  |  |  |  |  |  |  |                                               |  |  |  |  |  |  |  |                                                      |
|          |  |  |  |  |  |  |  |                                   |  |  |  |  |  |  |  | Augusta av Sachsen-Gotha                      |  |  |  |  |  |  |  |                                                      |
|          |  |  |  |  |  |  |  |                                   |  |  |  |  |  |  |  |                                               |  |  |  |  |  |  |  |                                                      |
|          |  |  |  |  |  |  |  |                                   |  |  |  |  |  |  |  |                                               |  |  |  |  |  |  |  | Magdalena Augusta av Anhalt-Zerbst                   |
|          |  |  |  |  |  |  |  |                                   |  |  |  |  |  |  |  |                                               |  |  |  |  |  |  |  |                                                      |
| Georg IV |  |  |  |  |  |  |  |                                   |  |  |  |  |  |  |  |                                               |  |  |  |  |  |  |  |                                                      |
|          |  |  |  |  |  |  |  |                                   |  |  |  |  |  |  |  |                                               |  |  |  |  |  |  |  | Adolf Fredrik II av Mecklenburg-Strelitz             |
|          |  |  |  |  |  |  |  |                                   |  |  |  |  |  |  |  |                                               |  |  |  |  |  |  |  |                                                      |
|          |  |  |  |  |  |  |  |                                   |  |  |  |  |  |  |  | Karl Ludvig Fredrik av Mecklenburg-Strelitz   |  |  |  |  |  |  |  |                                                      |
|          |  |  |  |  |  |  |  |                                   |  |  |  |  |  |  |  |                                               |  |  |  |  |  |  |  |                                                      |
|          |  |  |  |  |  |  |  |                                   |  |  |  |  |  |  |  |                                               |  |  |  |  |  |  |  | Maria av Mecklenburg-Gustrow                         |
|          |  |  |  |  |  |  |  |                                   |  |  |  |  |  |  |  |                                               |  |  |  |  |  |  |  |                                                      |
|          |  |  |  |  |  |  |  | Charlotte av Mecklenburg-Strelitz |  |  |  |  |  |  |  |                                               |  |  |  |  |  |  |  |                                                      |
|          |  |  |  |  |  |  |  |                                   |  |  |  |  |  |  |  |                                               |  |  |  |  |  |  |  |                                                      |
|          |  |  |  |  |  |  |  |                                   |  |  |  |  |  |  |  |                                               |  |  |  |  |  |  |  | Ernest Frederick I, hertig av Sachsen-Hildburghausen |
|          |  |  |  |  |  |  |  |                                   |  |  |  |  |  |  |  |                                               |  |  |  |  |  |  |  |                                                      |
|          |  |  |  |  |  |  |  |                                   |  |  |  |  |  |  |  | Elisabeth Albertine av Sachsen-Hildburghausen |  |  |  |  |  |  |  |                                                      |
|          |  |  |  |  |  |  |  |                                   |  |  |  |  |  |  |  |                                               |  |  |  |  |  |  |  |                                                      |
|          |  |  |  |  |  |  |  |                                   |  |  |  |  |  |  |  |                                               |  |  |  |  |  |  |  | Sophia Albertine av Erbach                           |
|          |  |  |  |  |  |  |  |                                   |  |  |  |  |  |  |  |                                               |  |  |  |  |  |  |  |                                                      |